# Cá thu Đại Tây Dương
Cá thu Đại Tây Dương (danh pháp hai phần: Scomber scombrus) là một loài cá trong họ Cá thu ngừ. Cá thu Đại Tây Dương được tìm thấy trên cả hai mặt của Bắc Đại Tây Dương Dương. Cá thu Đại Tây Dương đến nay là loài phổ biến nhất trong 10 loài của họ Cá thu ngừ được đánh bắt ở vùng biển Anh. Nó là vô cùng phổ biến ở bãi cát ngầm khổng lồ di cư về phía bờ biển để nuôi cá và tôm trong suốt mùa hè.
Là loài dồi dào trong khu vực thềm lục địa lạnh và ôn đới, tạo thành trường học lớn gần bề mặt. Chúng qua mùa đông trong vùng nước sâu hơn nhưng di chuyển gần bờ vào mùa xuân khi nhiệt độ nước dao động từ 11 ° và 14 °C.
Số lượng ở Biển Bắc giảm đáng kể trong những năm 1960 vì đánh bắt trực tiếp quá mức.
Con đực và con cái cá thu Đại Tây Dương tăng trưởng về tốc độ như nhau, đến một độ tuổi tối đa khoảng 20 năm. Hầu hết cá thu Đại Tây Dương trưởng thành về tính dục lúc ba năm tuổi.

## Hình ảnh

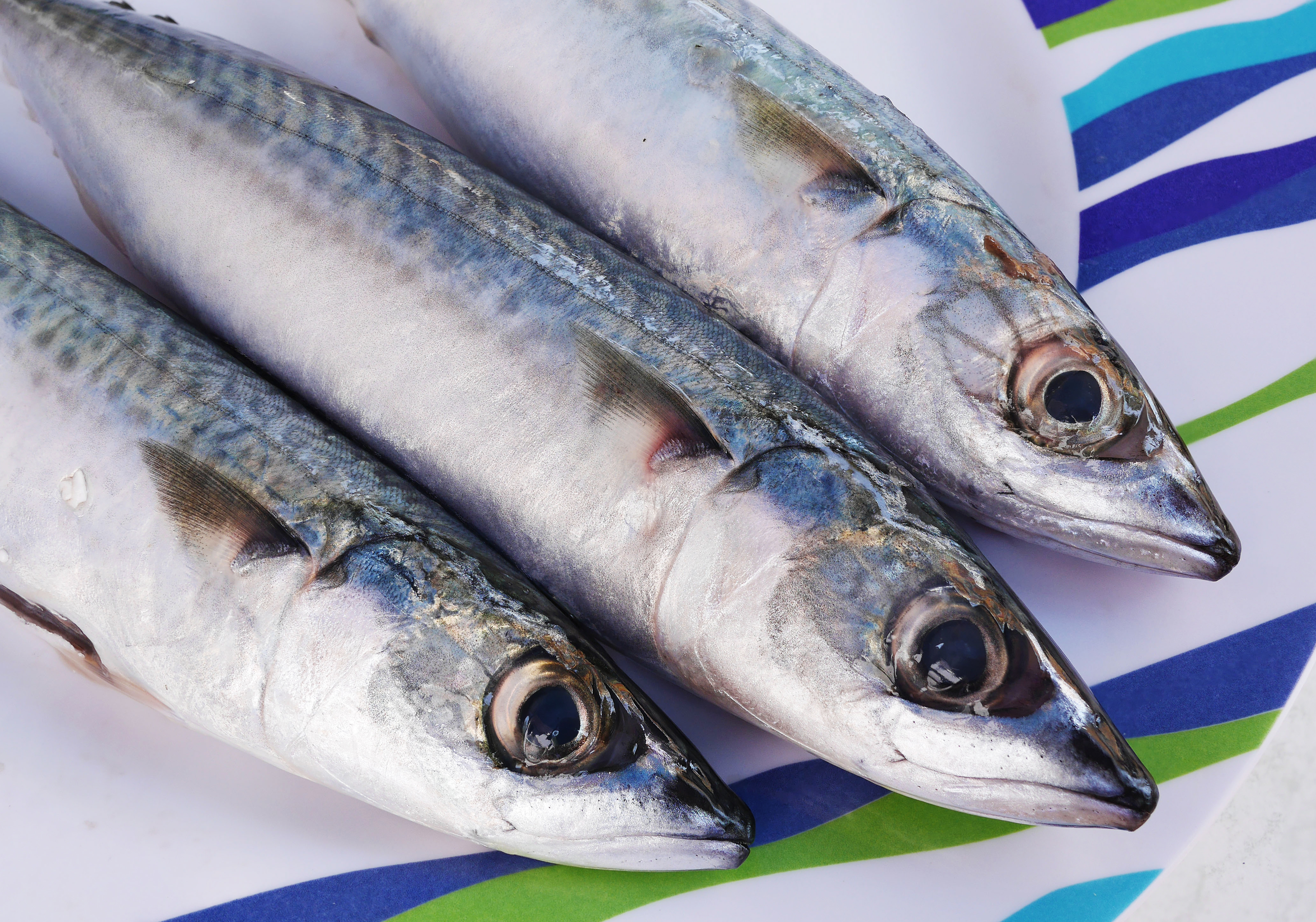
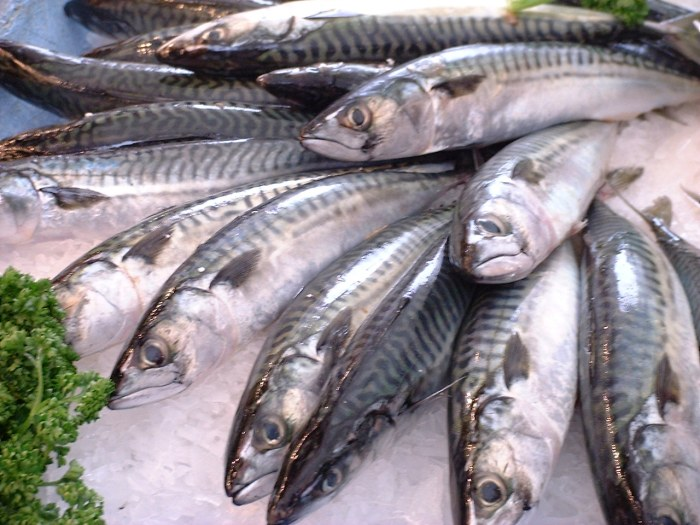
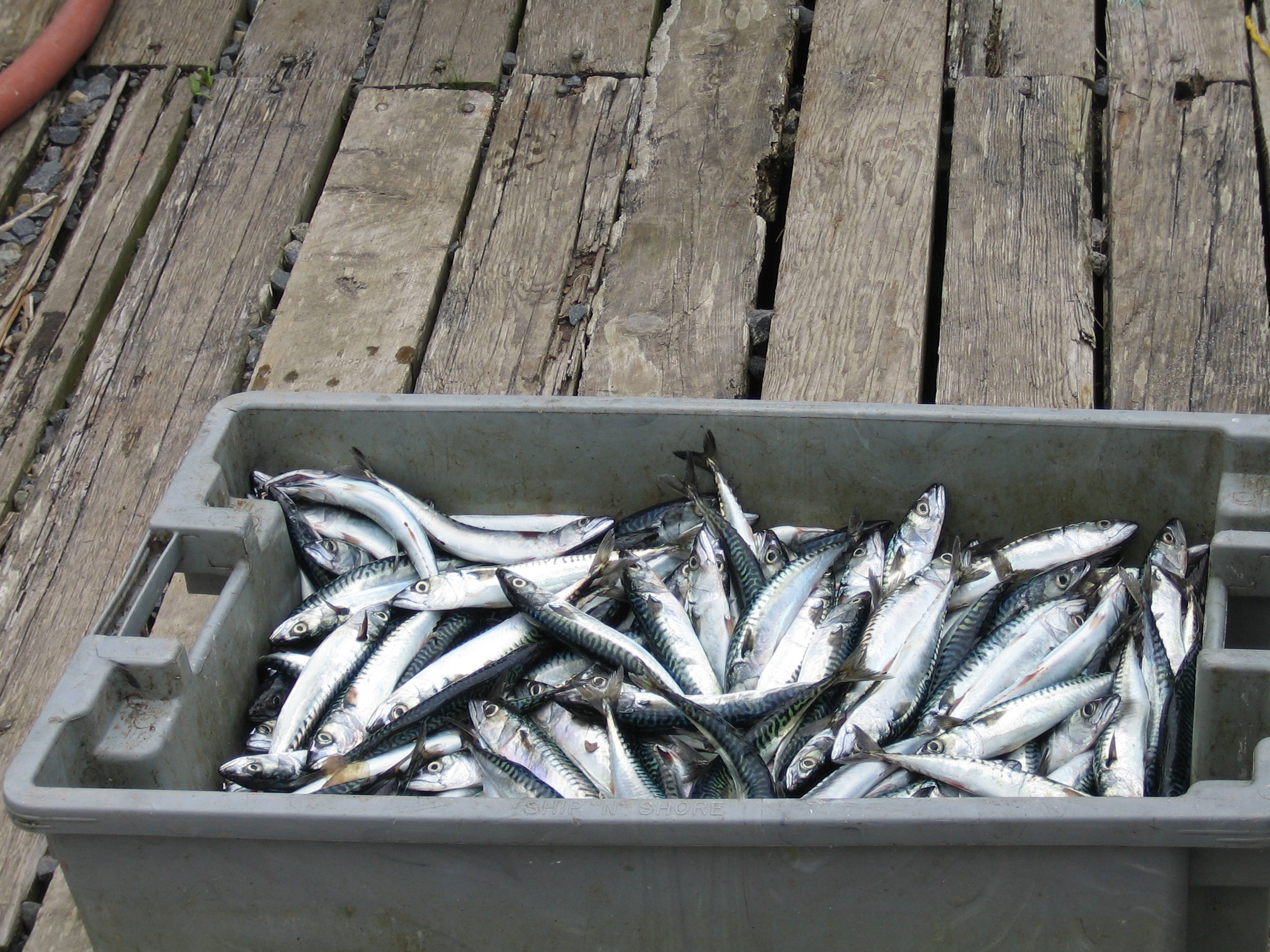
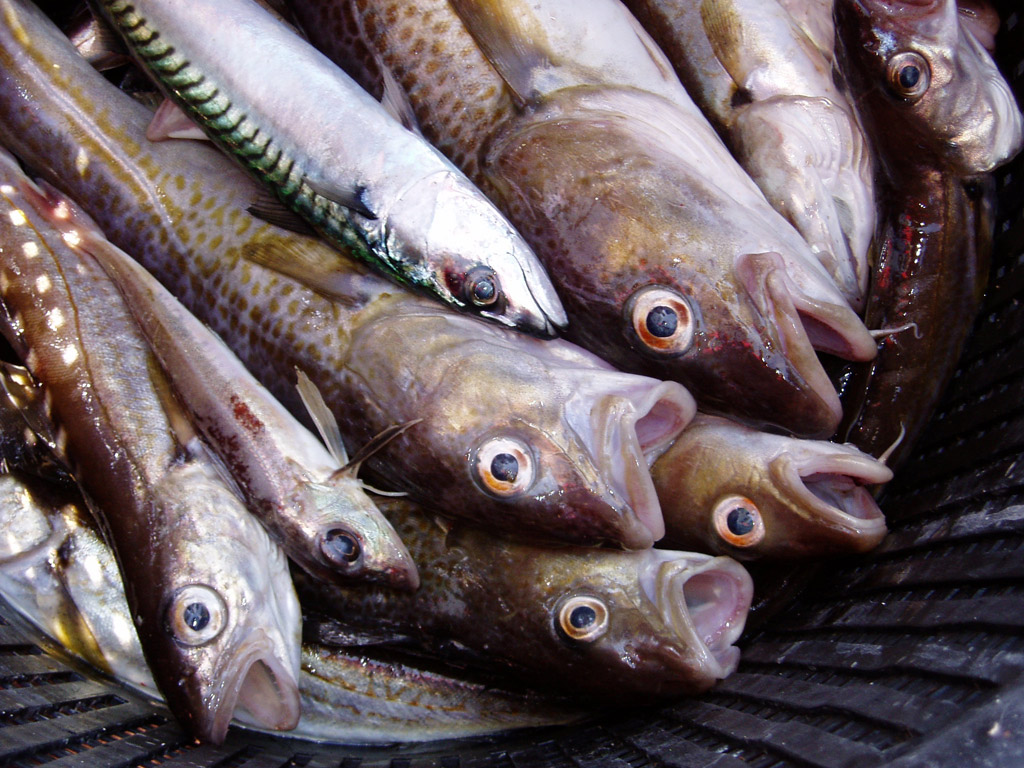